# Episodi di Ein Bayer auf Rügen (quarta stagione)
La quarta stagione della serie televisiva Ein Bayer auf Rügen è stata trasmessa in anteprima in Germania da Sat.1 tra il 15 novembre 1995 e il 20 novembre 1996.
| nº | Titolo originale                  | Titolo italiano | Prima TV Germania | Prima TV Italia |
| -- | --------------------------------- | --------------- | ----------------- | --------------- |
| 1  | Alarm auf der Insel               | inedito         | 15 novembre 1995  | inedito         |
| 2  | So ein Zirkus...!                 | inedito         | 22 novembre 1995  | inedito         |
| 3  | Rendezvous mit der Vergangenheit  | inedito         | 29 novembre 1995  | inedito         |
| 4  | Maisingers Schatz                 | inedito         | 6 dicembre 1995   | inedito         |
| 5  | Der Doppelgänger                  | inedito         | 3 gennaio 1996    | inedito         |
| 6  | Wildwasser                        | inedito         | 10 gennaio 1996   | inedito         |
| 7  | ...sind gewalttätig und bewaffnet | inedito         | 17 gennaio 1996   | inedito         |
| 8  | Vetternwirtschaft                 | inedito         | 24 gennaio 1996   | inedito         |
| 9  | Unter weißen Segeln               | inedito         | 31 gennaio 1996   | inedito         |
| 10 | Die Liebe geht seltsame Wege      | inedito         | 7 febbraio 1996   | inedito         |
| 11 | Falsche Freunde                   | inedito         | 30 ottobre 1996   | inedito         |
| 12 | Frei wie ein Vogel                | inedito         | 5 novembre 1996   | inedito         |
| 13 | Wiedersehen macht Freude          | inedito         | 13 novembre 1996  | inedito         |
| 14 | Väter und Söhne                   | inedito         | 20 novembre 1996  | inedito         |